# Mount Lena (Maryland)
Mount Lena es un lugar designado por el censo ubicado en el condado de Washington en el estado estadounidense de Maryland. En el Censo de 2010 tenía una población de 515 habitantes y una densidad poblacional de 158,69 personas por km².

## Geografía
Mount Lena se encuentra ubicado en las coordenadas 39°33′15″N 77°37′19″O / 39.55417, -77.62194. Según la Oficina del Censo de los Estados Unidos, Mount Lena tiene una superficie total de 3.25 km², de la cual 3.25 km² corresponden a tierra firme y (0%) 0 km² es agua.

## Demografía
Según el censo de 2010, había 515 personas residiendo en Mount Lena. La densidad de población era de 158,69 hab./km². De los 515 habitantes, Mount Lena estaba compuesto por el 97.86% blancos, el 0.19% eran afroamericanos, el 0.39% eran amerindios, el 0.97% eran asiáticos, el 0% eran isleños del Pacífico, el 0% eran de otras razas y el 0.58% pertenecían a dos o más razas. Del total de la población el 1.75% eran hispanos o latinos de cualquier raza.